# 2622 Bolzano
2622 Bolzano (1981 CM) là một tiểu hành tinh vành đai chính được phát hiện ngày 9 tháng 2 năm 1981 bởi Ladislav Brožek ở Đài thiên văn Kleť. Nó được đặt theo tên nhà toán học Bernard Bolzano.